# Rochester Lancers 1970
Questa pagina raccoglie i dati riguardanti i Rochester Lancers nelle competizioni ufficiali della stagione 1970.

## Stagione
I Lancers era passata dall'American Soccer League alla North American Soccer League; la squadra venne affidata ad Alex Perolli. La rosa venne rivoluzionata rispetto alla stagione precedente, ingaggiando molti giocatori provenienti dai Syracuse Scorpions, finalisti dell'ASL 1969. 
Dopo l'esonero di Perolli, che venne sostituito per un incontro dal dirigente Charles Schiano, la squadra venne affidata all'italo-americano Salvatore De Rosa, che portò in dote alla squadra Claude Campos e Frank Odoi.
Durante la stagione, due giocatori dei Lancers furono vittime di un brutto episodio di razzismo: il 9 agosto 1970 dopo una partita persa in casa degli Atlanta Chiefs, Gladstone Ofori contestò l'operato dell'arbitro. Mentre discuteva con il direttore di gara, Ofori fu afferrato per il collo da un ufficiale di polizia che lo minacciò dicendogli: "Ragazzo, bada a come parli, sei in Georgia!". La situazione degenerò anche per l'intervento del compagno di squadra e connazionale Frank Odoi, tanto che l'ufficiale arrivò a chiamare una trentina di soldati della Guardia Nazionale della Georgia. Solo grazie all'intervento del dirigente dei Lancers Charles Schiano, che temette anch'egli d'essere ingiustificatamente arrestato come i suoi giocatori, che minacciò l'intervento dell'ex senatore Kenneth Keating, poterono tutti evitare l'arresto e lasciare incolumi Atlanta.
Nonostante questo episodio, De Rosa guidò i Lancers, dopo la conquista della Northern Division, alla vittoria del torneo, battendo in finale i Washington Darts.
Il brasiliano Carlos Metidieri venne proclamato miglior giocatore del torneo.

## Organigramma societario
Area direttiva
- Proprietario: Charles Schiano
- Co-proprietari : Nuri Sabuncu, Tony Pullano
- Presidente del consiglio di amministrazione: Charles Schiano
- Vice-presidente esecutivo: Nuri Sabuncu
- Tesoriere: Tony Pullano

Area tecnica
- Allenatore: Alex Perolli, poi Charles Schiano, poi Salvatore De Rosa
- Preparatore: Joe Sirianni

## Rosa
| N.   |                        | Ruolo | Calciatore                  |
| ---- | ---------------------- | ----- | --------------------------- |
| 0    | Inghilterra (bandiera) | P     | Dick Howard                 |
| 1    | Brasile (bandiera)     | P     | Claude Campos               |
| 2    | Brasile (bandiera)     | D     | Roberto Ribeiro             |
| 2/17 | Inghilterra (bandiera) | D     | Phil Davis                  |
| 3    | Scozia (bandiera)      | D     | Charlie Mitchell (capitano) |
| 4    | Canada (bandiera)      | D     | Bob Di Luca                 |
| 5    | Inghilterra (bandiera) | D     | Peter Short                 |
| 6    | Brasile (bandiera)     | C     | Nelson Bergamo              |
| 7    | Scozia (bandiera)      | C     | Dave Thomson                |
| 7    | Brasile (bandiera)     | C     | Jesus Pelez Miranda         |
| 7/11 | Brasile (bandiera)     | A     | Carlos Metidieri            |
| 8    | Cipro (bandiera)       | A     | Jim Lefkos                  |
| 9    | Brasile (bandiera)     | C     | Renato Costa                |
| 10   | Uruguay (bandiera)     | C     | Luis Marotte                |

| N. |                        | Ruolo | Calciatore         |
| -- | ---------------------- | ----- | ------------------ |
| 11 | Brasile (bandiera)     |       | Carlos Ribeiro     |
| 12 | Messico (bandiera)     | C     | Carlos Hernández   |
| 12 | Messico (bandiera)     | C     | Francisco Ulibarri |
| 14 | Giamaica (bandiera)    | D     | Winston Earle      |
| 14 | Jugoslavia (bandiera)  | A     | Josip Ognjanac     |
| 15 | Ghana (bandiera)       | C     | Yao Kankam         |
| 15 | Cile (bandiera)        | C     | Alfredo Torres     |
| 16 | Ghana (bandiera)       | C     | Frank Odoi         |
| 16 | Stati Uniti (bandiera) | A     | Bobby Ketchum      |
| 17 | Ghana (bandiera)       | A     | Gladstone Ofori    |
| 18 | Turchia (bandiera)     | A     | Ceyhan Yazar       |
| 30 | Stati Uniti (bandiera) | P     | Ron Mella          |
|    | Malta (bandiera)       | A     | Charles Williams   |